# 君への嘘
「君への嘘」（きみへのうそ）は、2015年2月4日にBeingから発売されたVALSHEの9枚目のシングル。

## 解説
読売テレビ・日本テレビ系『名探偵コナン』エンディングテーマ。本作は「Butterfly Core」以来3つ目のアニメソングとなった。通常盤・初回限定盤・名探偵コナン盤・Musing盤の計4種類のジャケットがある。
本作は『名探偵コナン』のオープニングテーマとエンディングテーマの中で最長の放送期間かつ最多の放送話数を記録しており、2015年1月3日から12月12日まで使われた。

## 収録曲

### CD
DISC1（通常盤以外）
1. 君への嘘 (4:46)
2. microSOLDIER (3:53)
3. 君への嘘 -Instrumental- (4:46)
4. microSOLDIER -Instrumental- (3:53)

DISC1（通常盤）
1. 君への嘘 (4:46)
2. microSOLDIER
3. TRUTH〜A Great Detective of Love〜 (5:34)
4. 君への嘘 -Instrumental- (4:46)
5. microSOLDIER -Instrumental-

DISC2（名探偵コナン盤のみ）
1. VALSHE×江戸川コナン×毛利小五郎 夢のスペシャル対談

### DVD
初回限定盤
1. "君への嘘" MUSIC VIDEO
2. "君への嘘" メイキング映像

### オリジナルムービー
Musing盤
1. オリジナルムービー「Musing Special Movie」視聴ID付き（PCのみ視聴可）
2. トールケース デジパック仕様　VALSHE手書きメッセージ付き
3. 豪華8Pブックレット

### 封入特典
1. 直筆メッセージ[プリント]入り差替えジャケット（計4種）

### 特典GOODS
Musing盤
1. タペストリー